# Conflictul lingvistic flamando-valon
     Comunități de limbă neerlandeză (în Flandra)
     Comunități de limbă franceză (în Valonia)
     Comunități de limbă germană (în Valonia)

Blocurile lingvistice din Belgia:
Comunități de limbă neerlandeză (în Flandra)
Comunități de limbă franceză (în Valonia)
Comunități de limbă germană (în Valonia)
██ Regiunea Capitalei Bruxelles (bilingvă)

Conflictul lingvistic flamando-valon (în neerlandeză Taalstrijd in België, în franceză Problèmes communautaires en Belgique) constă în disputa celor două mari comunități lingvistice din Belgia.

## Cabinetul Di Rupo
Din 6 decembrie 2011, după o criză guvernamentală care a durat 540 de zile, prim ministru al Belgiei este Elio Di Rupo, socialist valon de origine italiană, în fruntea unui cabinet care reunește nouă miniștri francofoni (cu Di Rupo zece) și zece flamanzi.
Primul ministru a depus jurământul în fața regelui Albert al II-lea în toate cele trei limbi oficiale ale Belgiei: franceză, neerlandeză și germană. Tot așa, opt din cei nouă miniștri francofoni au depus jurământul deopotrivă în franceză și neerlandeză. Din cei zece miniștri flamanzi doar doi au depus jurământul și în franceză, între care fostul ministru de externe, actualul ministru de finanțe, creștin-democratul flamand Steven Vanackere.